# Ibn Wahb
 (janvier 2011).
Si vous disposez d'ouvrages ou d'articles de référence ou si vous connaissez des sites web de qualité traitant du thème abordé ici, merci de compléter l'article en donnant les références utiles à sa vérifiabilité et en les liant à la section « Notes et références ».
ʿAbd Allāh Ibn Wahb (c. 743-812/125-197 selon le calendrier hijrī)  (عبد الله بن وهب), communément appelé Ibn Wahb, fut un élève de l'imam Mālik b. Anās (m. 179/195), grande figure de l'islam. Son nom complet est ʿAbd Allāh b. Wahb b. Muslim al-Fihrī al-Qurashī al-Miṣrī Abū Muḥammad,. Les dates exactes de sa naissance et de sa mort sont controversées,.

## Origine
Les sources arabes nous disent qu'Ibn Wahb était un mawlā, c'est-à-dire que l'un de ses ancêtres avait été adopté par une tribu, en l'occurrence les Banū Fihr, comme le précise l'auteur du XIIe siècle Abū Saʿd al-Samʿānī (m. 562/1166) dans son livre al-Ansāb (vol. 10, p. 268).

## Vie
Ibn Wahb voyagea de l'Égypte jusqu'à Médine pour étudier auprès de l'imam Mālik. Il fut célèbre pour déduire des lois des sources premières, à tel point que l'imam Mālik lui donna le titre « al-Mufti », qui signifie 'celui qui développe officiellement la Loi Islamique'. [source manquante] À la mort de Mālik, il retourna en Égypte. Dans son histoire des juges égyptiens, Akhbār quḍāt al-miṣr, al-Kindī raconte qu'on proposa à Ibn Wahb un poste de Juge d'Égypte mais qu'il le refusa pour garder son intégrité de savant indépendant. Mais il est possible qu'il ait occupé une telle fonction puisqu'il est décrit comme "un jurisconsulte, un traditionniste et un ascète".

## Œuvre
L'on a de lui différents manuscrits dont un codex de papyrus de cent pages qui constituent un fragment de son Jāmiʿ. Ce codex comporte au moins trois types d'écritures différentes, provenant probablement d'élèves d'Ibn Wahb.